# アラバスターの壺を持つ女
『アラバスターの壺を持つ女 マグダラのマリアと聖杯』（原題：The Woman with the Alabaster Jar: Mary Magdalene and the Holy Grail）は1993年にマーガレット・スターバードによって書かれた本で、イエス・キリストとマグダラのマリアは結婚しており、マグダラのマリアが聖杯であると主張している。

## 解説
マーガレット・スターバードは、聖女サラはイエスとマグダラのマリアの娘であり、これがサント＝マリー＝ド＝ラ＝メールにおけるサラ崇拝に関連する伝説の源であるという仮説を展開した。彼女は（正しく）、「サラ (名前)」という名前はヘブライ語で「王女」を意味し、したがって（おそらく）彼女は「サン・レアル」、ユダヤ人の王で王家の血統を引く忘れられた子供であると述べた。
この本は、ダン・ブラウンによる2003年の世界的なベストセラー小説『ダ・ヴィンチ・コード』でも言及されており、両書はマイケル・ベイジェント、リチャード・リー、ヘンリー・リンカーンによる1982年の著書『レンヌ＝ル＝シャトーの謎』（原題：The Holy Blood and the Holy Grail）の王家の血統説を利用している。
この本は、聖書を歴史的に扱うのではなく、中世の伝承や芸術に基づいた理論を含んでいるとして批判されている。